# Juarros de Voltoya
Juarros de Voltoya település Spanyolországban, Segovia tartományban. Juarros de Voltoya Santa María la Real de Nieva, Martín Muñoz de las Posadas, Codorniz, Aldehuela del Codonal, Aldeanueva del Codonal, Nieva és Melque de Cercos községekkel határos. Lakosainak száma 184 fő (2024).

## Népesség
A település népessége az elmúlt években az alábbi módon változott:
| Lakosok száma | 303  | 272  | 273  | 265  | 250  | 250  | 222  | 200  | 193  | 184  |
|               | 2001 | 2004 | 2007 | 2009 | 2012 | 2014 | 2017 | 2019 | 2022 | 2024 |